# Rachetă

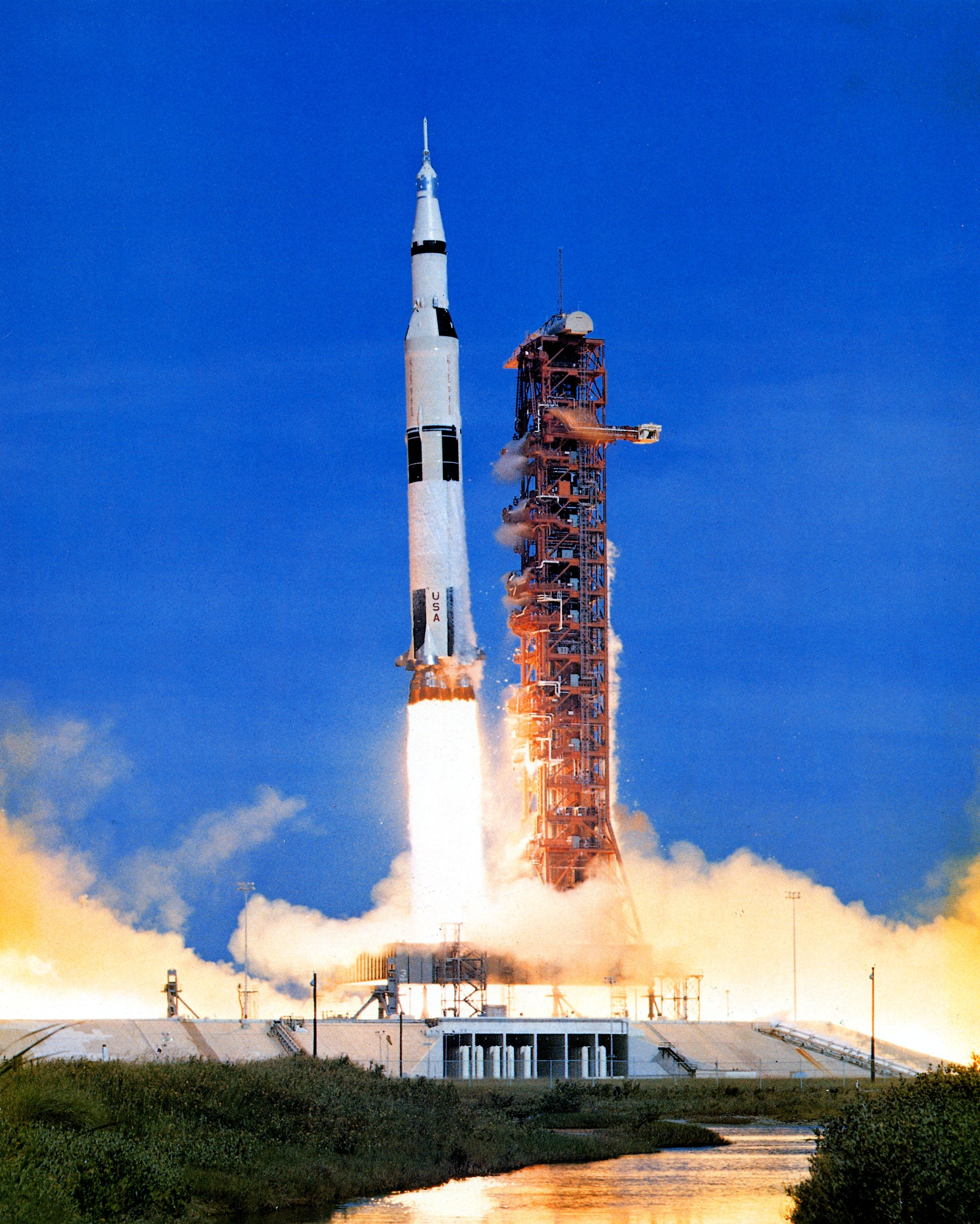
Lansarea misiunii spațiale Apollo 15 cu racheta purtătoare Saturn V, una dintre cele mai puternice rachete de tipul său (vedeți și Wernher von Braun).

Racheta este un vehicul, un proiectil, o aeronavă sau o navă spațială a cărui forță necesară deplasării este obținută prin reacțiunea obiectului însuși la ejectarea cu viteză ridicată a unor gaze realizate în urma arderii unui combustibil lichid sau gazos provenind dintr-un motor de rachetă. 
Principiile, respectiv legile fizicii după care o rachetă se deplasează sunt Principiul acțiunii și reacțiunii, care reprezintă una din legile mecanicii clasice (cunoscute și sub numele de Legile lui Newton) și legea conservării impulsului.
Principalele elemente constructive ale oricărei rachete sunt: corpul, motorul și încărcătura utilă.

## Clasificare
Rachetele pot fi clasificate după mai multe criterii:
- după destinație: cosmice, meteorologice, de cercetare științifică, de luptă.
- după modul de asigurare a stabilității pe traiectorie: rachete cu ampenaj, cu aripi (avioane-rachetă), cu stabilizare giroscopică (fără ampenaj).
- după dirijarea traiectoriei spre țintă: nedirijate sau dirijate (ghidate) printr-un sistem de dirijare amplasat la bordul rachetei (autodirijate), de dirijare la distanță (teledirijate) sau printr-un sistem combinat.
- după numărul de trepte: cu o singură treaptă (rachete simple) sau cu mai multe trepte (rachete compuse sau etajate) în serie sau în paralel.
- după combustibilul utilizat: rachete cu combustibil solid, cu combustibil lichid și cu combustibil nuclear.

## Istoric
Până la mijlocul anilor 1960, specialiștii considerau că racheta în trepte a fost inventată în 1650, de inginerul polonez lituanian Kazimierz Siemienowicz.
Printr-o comunicare științifică, prezentată în 1966 la Congresul Internațional de Aeronautică de la Madrid, savantul român Elie Carafoli, care era și președintele Federației Internaționale de Astronautică, a răsturnat definitiv această ierarhie.
Bazat pe un vechi manuscris găsit în arhivele de la Sibiu, Carafoli a demonstrat că primele rachete în trepte au fost construite de sasul Conrad Haas, la Sibiu, în 1529.

## Principiul de funcționare și traiectoria zborului unei rachete antigrindină
Zborul unei rachete antigrindină se bazează pe utilizarea unui motor de rachetă cu combustibil solid, care generează un jet de gaze de înaltă viteză, producând astfel forța de propulsie conform principiului acțiunii și reacțiunii (Legea a III-a a lui Newton).
Motorul transformă energia chimică stocată în combustibil în energie cinetică, prin arderea controlată a unei încărcături solide ce conține atât carburantul (agentul energetic), cât și comburantul (agentul oxidant). Aceste componente sunt preamestecate și compactate în forma unui bloc solid, ceea ce face ca racheta să fie autonomă – fără necesitatea unor alimentări externe.
Camera de ardere, de formă curbilinie (adaptată pentru stabilizarea și direcționarea flăcării), este prevăzută cu un singur orificiu – ajutajul (gura de ejectare) – prin care sunt expulzate gazele arse, imprimând astfel rachetei o forță de înaintare. Această forță este direcționată strict pe axa longitudinală, iar forma aerodinamică a corpului asigură stabilitatea în timpul zborului.

### Problema momentului de rotație și stabilizarea traiectoriei
În timpul arderii, apar fenomene de torsiune și dezechilibru cauzate de interacțiunea gazelor cu pereții camerei de ardere și ai ajutajului. Astfel, se poate transmite un moment de rotație axei de simetrie, ceea ce duce la tendința de rotire a rachetei în jurul propriei axe – un efect nedorit, mai ales în fazele inițiale ale zborului.
Această rotație poate afecta traiectoria de zbor, chiar dacă racheta are o formă simetrică. Pentru a reduce acest efect, rachetele antigrindină sunt prevăzute, de regulă, cu aripioare stabilizatoare sau sisteme de ghidaj pasiv, care asigură menținerea unei direcții cât mai stabile și precise către zona-țintă din nor.

### Rachete antigrindină.
Rachetele antigrindină sunt destinate intervențiilor preventive asupra norilor convectivi cu potențial de a produce grindină, în vederea:
- reducerii dimensiunii nucleelor de grindină;
- dispersării energiei convective a norului;
- limitării pagubelor asupra culturilor agricole, infrastructurii și bunurilor materiale.

Aceste rachete sunt lansate din puncte de lansare fixate geografic și operate de personal autorizat, pe baza datelor radar, meteorologice și a protocoalelor stricte de intervenție.Racheta antigrindină este un dispozitiv proiectat pentru a preveni formarea grindinei în timpul furtunilor severe. Scopul său principal este protejarea culturilor agricole, a infrastructurii și a bunurilor materiale de distrugerea cauzată de grindină. Acționează prin perturbarea procesului natural de formare a grindinii în nori, convertind apa supra-răcită sau cristalele de gheață în particule mai mici, care se topesc înainte de a ajunge la sol sau cad sub formă de ploaie.

### 1. Caracteristici tehnice generale
- Structură: corp portator (motor cu combustibil solid) și cap de dispersie (încărcătură activă cu iodură de argint);
- Propulsie: cu combustibil solid, neexploziv, proiectat pentru siguranță în manipulare;
- Altitudine de acțiune: 4 – 12 km, în funcție de condițiile atmosferice;
- Durată de zbor: 40 – 60 secunde;
- Metodă de dispersie: acțiune termodinamică la atingerea zonei țintă din nor.
- Echipată cu un motor sau două motoare depinde de tip și distanță unde se află formațiunea noroasă, capabilă să atingă altitudini de 4–8 km, în depindența de unghiul de lansare.
- Rază de acțiune: 4–12 km, în funcție de model și unghi de lansare .

### Design și materiale:
- Carcasă din aluminiu ușor sau materiale compozite, rezistentă la condiții meteorologice extreme.
- Sistem de autodistrugere pentru evitarea riscurilor la revenirea la sol.

### Siguranță:
- Explozie controlată la altitudinea dorită pentru a elibera substanțele active.
- Respectă standarde ecologice stricte pentru substanțele chimice utilizate.

### Destinație și aplicații:
1. Principiul de funcționare al unei rachete antigrindină constă în
  - Dispersia substanței la altitudine, în zona unde temperatura este între –5 °C și –15 °C, favorabilă pentru formarea naturală a boabelor de grindină;
  - Stimularea formării unui număr mare de cristale mici de gheață, ceea ce împiedică formarea boabelor mari de grindină și favorizează transformarea lor în precipitații lichide sau în particule de gheață mai mici și mai puțin distructive.
  - Transportul unei substanțe active (de regulă iodură de argint) către stratul superior al norului (zona suprarăcită);
  - Dispersia substanței la altitudine, în zona unde temperatura este între –5 °C și –15 °C, favorabilă pentru formarea naturală a boabelor de grindină;
  - Stimularea formării unui număr mare de cristale mici de gheață, ceea ce împiedică formarea boabelor mari de grindină și favorizează transformarea lor în precipitații lichide sau în particule de gheață mai mici și mai puțin distructive.Această intervenție nu elimină complet fenomenul de grindină, ci modifică microfizica norului pentru a-i reduce semnificativ severitatea.
2. Protecția infrastructurii:
  - Reduce pagubele la clădiri, mașini, acoperișuri și sisteme solare fotovoltaice
3. Managementul dezastrelor naturale:
  - Integrată în sisteme meteorologice automate, acționând în timp real pe baza datelor de radar.

### Avantaje și limitări:
- Avantaje:
  - Intervenție rapidă și eficientă în furtuni active.
  - Costuri reduse comparativ cu pagubele economice ale grindinii.
- Limitări:
  - Restricții legate de aviație.
  - Interdicție  de a lansa în direcția localităților cu o densitate a populației care depășește 10.000 de locuitori pe kilometru pătrat.
  - Interdicție de a lansa în direcția hotarelor cu statele vecine

În România, aceste operațiuni sunt gestionate de Autoritatea pentru Administrarea Sistemului Național Antigrindină și de Creștere a Precipitațiilor (AASNACP)[nefuncțională – arhivă]
, instituția abilitată să opereze sistemul național antigrindină. Se folosesc rachete cu combustibil solid RAG-96 au o lungime de 1,4 metri, o masă la decolare de 8,8 kg și o sarcină utilă de 0,66 kg și sunt produse de Electromecanica Ploiești. RAG-96 are o înălțime maximă de 9300 de metri și se autodistruge după un zbor de  41-45 de secunde după lansare. Această rachetă este lansată de   lansatoare specializate instalate permanent în Puncte de Lansare.

## Listă de rachete antigrindină
- Алазань 9 - Rusia
- Алазань 6 - Rusia
- Алазань - URSS
- Ас - Rusia
- Loza 2 - Bulgaria
- Loza 3 - Bulgaria
- Loza 7- Bulgaria
- Rag 96 - România
- Rag96s - România
- D-6 B - Serbia
- D-8 - Serbia

## Listă instalație de lansare
- Instalație de lansare - România
- Instalație de lansare - Rusia
- Instalație de lansare - Bulgaria